# Isaac von Sinclair

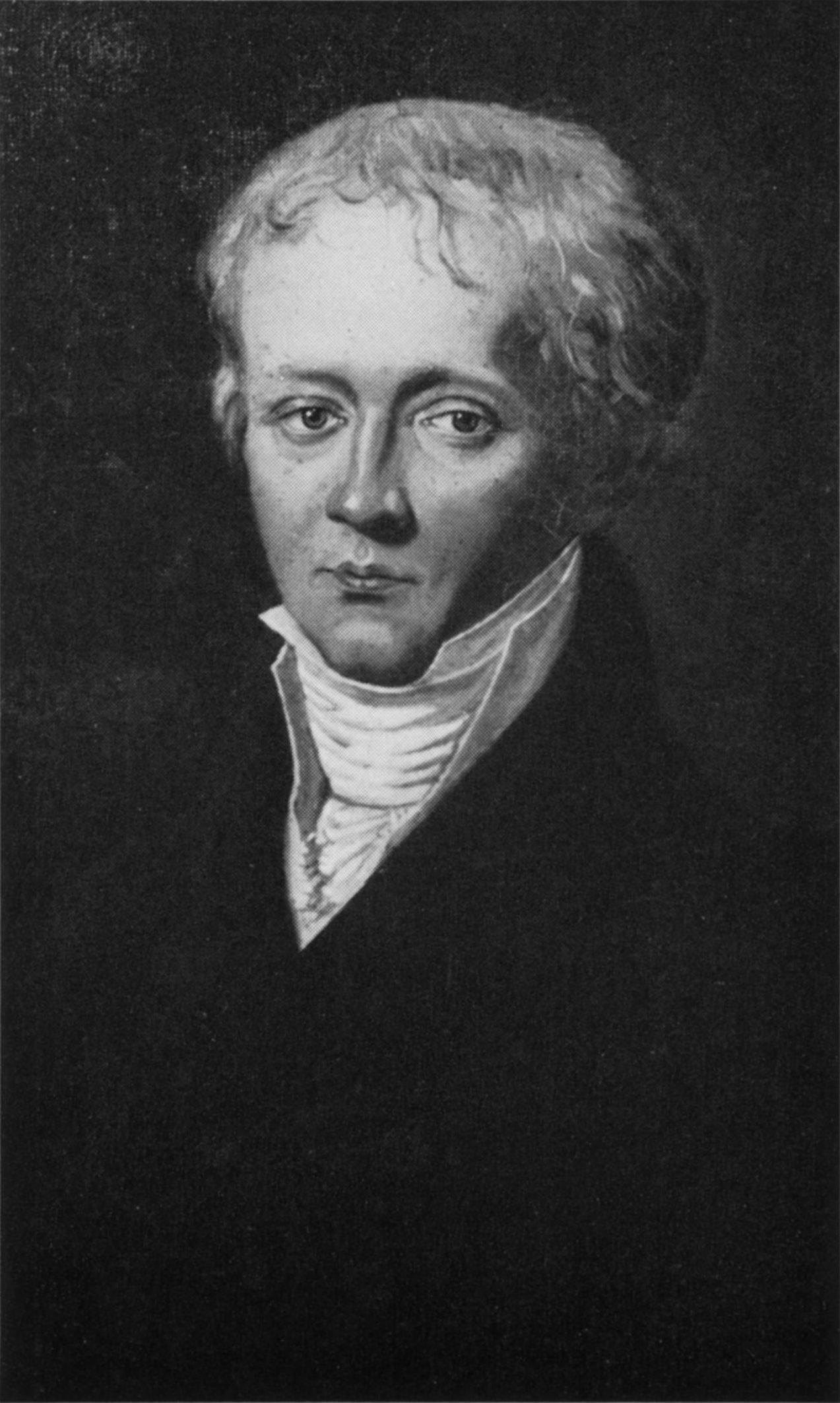
Isaac von Sinclair, Gemälde von Favorin Lerebours (1808)

Isaac von Sinclair (* 3. Oktober 1775 in Homburg vor der Höhe; † 29. April 1815 in Wien) war ein deutscher Diplomat und Schriftsteller. Sinclair war Freund des Dichters Friedrich Hölderlin.

## Leben

### Herkunft

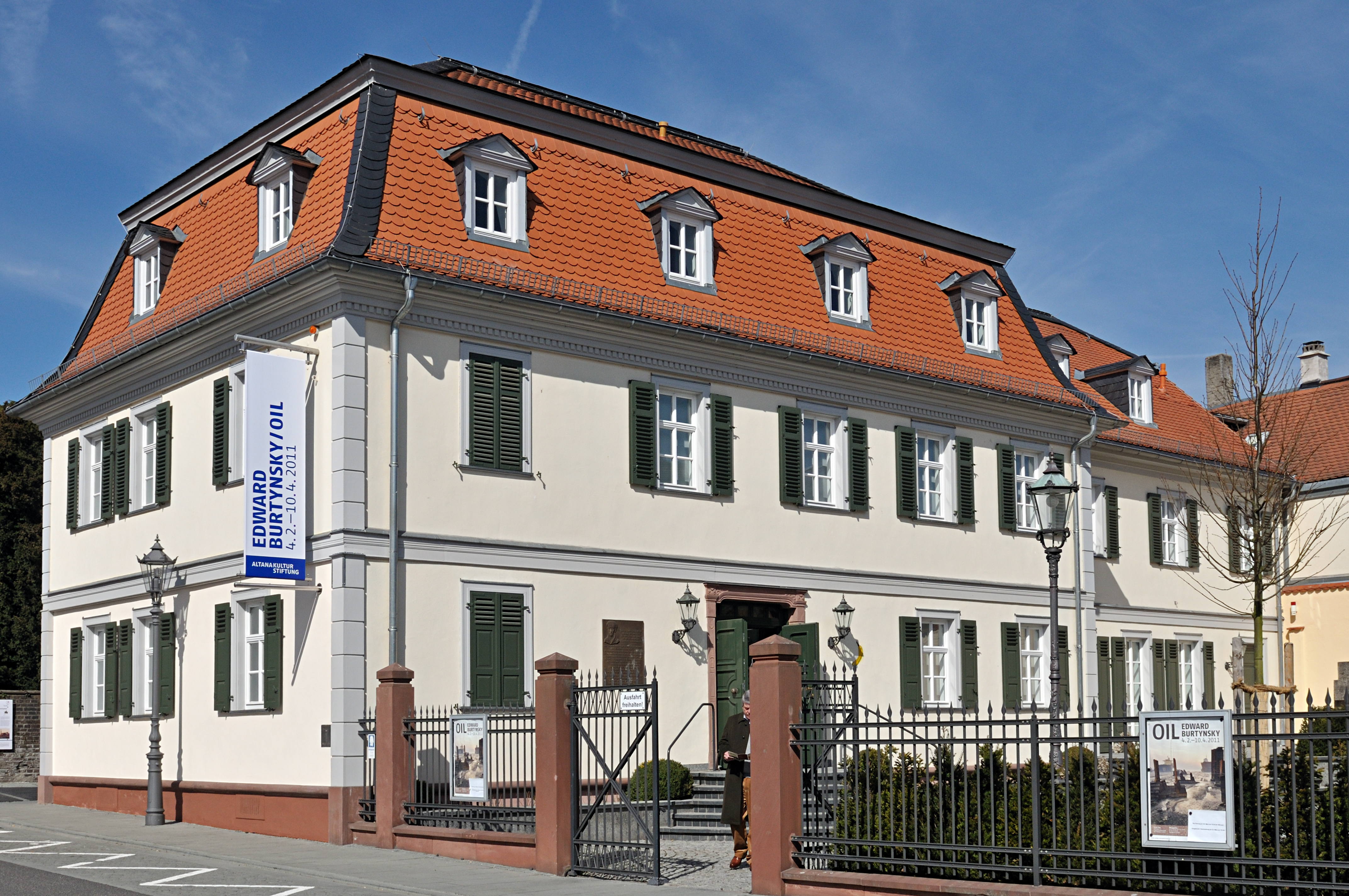
Sinclairs Geburtshaus in Bad Homburg

Isaac von Sinclair stammte aus einer ursprünglich in Schottland beheimateten Familie, deren Familienname Sinclair (St. Clair) eine anglo-normannische Herkunft (Clan Sinclair) andeutet. Wahrscheinlich wurde schon sein Vater Alexander Adam von Sinclair
um das Jahr 1713 in Deutschland geboren.
Alexander von Sinclair war Jurist und hatte seit 1733 in Jena studiert. Im April 1752 trat er in Bad Homburg eine Stelle als Erzieher des damals dreijährigen Sohnes des Landgrafen Friedrich IV. von Hessen-Homburg an und erzog in den folgenden vierzehn Jahren diesen nach seinen calvinistisch-pietistischen Überzeugungen.
Der Vater starb 1778, als Isaac erst drei Jahre alt war. Isaac von Sinclair wurde nun zusammen mit den jüngeren Kindern des Landgrafen Friedrich V., der sein Pate war, erzogen. Von 1792 bis 1793 studierte er an der Universität Tübingen Rechtswissenschaft und von 1793 bis 1795 an der Universität Jena und trat anschließend im Jahr 1796 in die Dienste des Landgrafen.

### Freundschaften mit Jacob Zwilling, Casimir Boehlendorff, Friedrich Hölderlin u.a.
Nachdem Sinclair im Mai 1794 sein Studium in Jena begonnen hatte, lernte er dort, vermutlich bei den philosophischen Vorlesungen Fichtes, auch Hölderlin kennen. Während seines Studiums wurde er Mitglied im Harmonistenorden. Er war ein begeisterter Befürworter der Französischen Revolution, stand einigen Mitgliedern der Gesellschaft der freien Männer nahe und nahm aktenkundig auch an einem der damals häufigen Studententumulte teil. Er wirkte ab 1796 in der bzw. für die Landgrafschaft Hessen-Homburg und blieb in freundschaftlicher und fördernder Verbindung mit Hölderlin. Hölderlin ging, nachdem er sich vom Hause Gontard in Frankfurt am Main getrennt hatte, Ende September 1798 nach Homburg und blieb dort bis zum Juni 1799. Sinclair lud Hölderlin nach dem Tode Susette Gontards im Juni 1804 erneut nach Homburg ein, brachte ihn in einer Wohnung unter und zahlte dem niedergeschlagenen Dichter aus eigener Tasche das Gehalt eines Hofbibliothekars.
Spätestens 1805 trat eine Entfremdung ein, als Hölderlin den wegen Hochverrat angeklagten Sinclair belastete. Im August 1806 teilte Sinclair der Mutter Hölderlins mit, dass er nicht mehr für seinen Freund sorgen könne, da Homburg mediatisiert werde. Als am 11. September 1806 die Mediatisierung Homburgs vollzogen wurde, wurde gleichzeitig Hölderlin nach Tübingen in das von Johann Heinrich Ferdinand Autenrieth geleitete Universitätsklinikum geschafft.
Hölderlin hat Sinclair in seinem Roman Hyperion in der Gestalt des Alabanda verewigt. In dem Gedicht An Eduard schließt der Dichter mit dem Revolutionär Sinclair ein brüderliches Bündnis. Rückblickend hat Bettina von Arnim in ihrem Briefroman Die Günderode (1840) Sinclair („St. Clair“) in längeren Passagen geschildert.
Weitere wichtige Freundschaften für Sinclair waren seine intime Beziehung zu dem Philosophiestudenten und Offizier Jacob Zwilling, bei dessen Tod am 22. Oktober 1809 er einen Nervenschlag erlitt, sowie neben anderen vor allem auch mit dem Dichter Casimir Ulrich Boehlendorff.

### Hochverratsprozess
Ein gravierender Einschnitt im Leben Sinclairs und Hölderlins war der Hochverratsprozess gegen Sinclair und einige seiner Freunde, in dem zeitweise auch gegen Hölderlin ermittelt wurde. Im Zusammenhang mit einer Staatslotterie, mit der Hessen-Homburg seine maroden Finanzen sanieren wollte, wurde Anfang 1804 der Hochstapler Aaron Levi (bzw. Anton Leopold) Wetzlar engagiert, dessen Charme Sinclair erlegen war und dem er geraten hatte, sich als Alexander Wilhelm Ludwig Blankenstein taufen zu lassen. Als Sinclair die Betrügereien Blankensteins aufdecken und Maßnahmen gegen ihn ergreifen wollte, schwärzte Blankenstein ihn am 29. Januar 1805 beim Kurfürsten Friedrich I. von Württemberg an, der schon länger im Kampf mit den „Landschaft“ genannten Ständen lag.
Blankenstein berief sich auf eine Tafelrunde im Juni 1804 in Stuttgart, an der neben ihm und Sinclair auch der Ludwigsburger Bürgermeister Christian Friedrich Baz teilgenommen habe, der einer der radikalen Führer der württembergischen Stände war. Blankenstein behauptete, im Zusammenhang mit diesem Treffen sei geplant worden, den Kurfürsten zu ermorden und dadurch eine Revolution anzuzetteln. Der Kurfürst, dessen Untertan Sinclair nicht war, erwirkte vom Homburger Landgrafen Sinclairs Verhaftung. Sinclair wurde am 26. Februar 1805 nach Württemberg gebracht und inhaftiert; eine Kommission machte ihm, Baz und anderen angeblichen Mitverschworenen den Prozess. Hölderlin blieb nur deshalb von weiteren Nachstellungen verschont, weil er als nicht vernehmungsfähig galt. Der Homburger Arzt und Hof-Apotheker Müller berichtete in einem Gutachten vom 9. April 1805, Hölderlin sei zerrüttet, sein Wahnsinn sei in Raserei übergegangen, er habe immer wieder gerufen „Ich will kein Jakobiner sein!“ und Sinclair schwere Vorwürfe gemacht. Der Prozess förderte schließlich zutage, dass bei dem Treffen zwar einige böse Worte gegen den Kurfürsten gefallen waren, dass aber niemals ein tatsächlicher Umsturzplan vorgelegen hatte, so dass man Sinclair letztlich am 9. Juli 1805 nach Homburg in die Freiheit gehen ließ.

### Sinclair als Diplomat und Schriftsteller

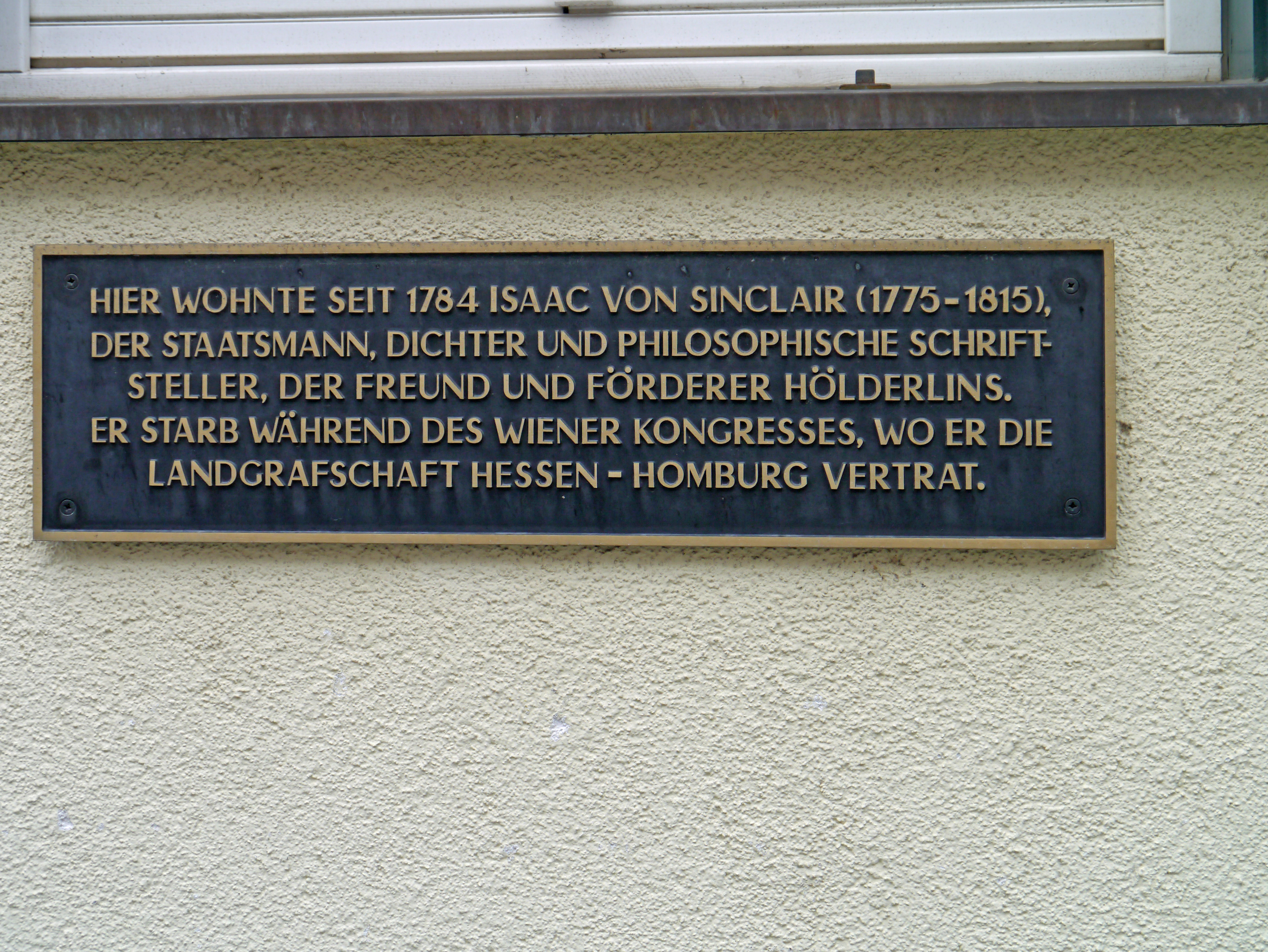
Gedenktafel am Haus Dorotheenstraße 6

Sinclair vertrat die Interessen Hessen-Homburgs und seines Landgrafen Friedrich V. von Hessen-Homburg in vielen diplomatischen Missionen und führte zeitweise auch die Regierungsgeschäfte. Seinem Einsatz war es mitzuverdanken, dass auf dem Wiener Kongress das ein Jahrzehnt zuvor mediatisierte Hessen-Homburg seine volle Souveränität zurückerhielt. Sinclair wurde im Spätherbst 1805 auf eine diplomatische Mission nach Berlin geschickt und wohnte mit seiner Mutter bei Charlotte von Kalb. Mittlerweile nicht mehr zu den Idealen der Französischen Revolution stehend, trat Sinclair hier mit antinapoleonischen bzw. franzosenfeindlichen Zirkeln in Kontakt. Er forderte vermehrt eine Rückbesinnung auf das frühere deutsche Reich, das der Adel erneuern solle. Er wurde zu einem Verfechter der kommenden Befreiungskriege und soll auch sehr religiös geworden sein.
Sinclair wurde, um den neuen politischen Zielen Ausdruck zu verleihen, in den folgenden Jahren vermehrt schriftstellerisch tätig, beteiligte sich an Zeitschriften und gab eigene Gedichtbände heraus. Unter dem Anagramm „Crisalin“ schrieb er 1806/1807 eine Dramentrilogie
zum Cevennenkrieg, in der er den Aufstand der Hugenotten gegen die französische Zentralgewalt als Beispiel für die eigenen Unternehmungen gegen Napoléon Bonaparte darstellte – eine Thematik, die später von Ludwig Tieck wieder aufgegriffen wurde. Sinclair schrieb auch zwei umfangreiche philosophische Werke (Wahrheit und Gewißheit, 1811–1813, und Versuch einer durch Metaphysik begründeten Physik, 1813) und kontaktierte dazu auch Hegel. Die Dichtungen und die philosophischen Werke Sinclairs wurden schon zu seinen Lebzeiten nur wenig beachtet und waren bald vergessen.

### Tod in Wien
Während des Wiener Kongresses wurde Sinclair Mitglied der Adels-Vereinigung „Kette“. Er konnte die Anliegen von Hessen-Homburg weitgehend durchsetzen und wollte sich am Feldzug gegen den am 1. März 1815 aus Elba zurückgekehrten Napoleon beteiligen. Am 20. April 1815 starb seine Mutter. Es könnte sein, dass diese Nachricht ihn sehr erregte. Sinclair galt als leicht aufbrausend und hatte schon mehrere Schlaganfälle erlitten. Am 29. April starb er im Alter von 39 Jahren an einem weiteren Schlaganfall im Hause eines Schneiders namens Wanka, mit dem er in sexuellem Kontakt gestanden haben soll. Gerüchte um seinen angeblichen Tod in einem Wiener Bordell dürften eher dem Zweck gehuldigt haben, Sinclair vom „Ruch des Naturwidrigen“ zu befreien.

## Werke
- Der Anfang des Cevennenkrieges. Ein Trauerspiel in fünf Aufzügen, o. O. 1806.
- Das Ende des Cevennenkrieges. Ein Trauerspiel in fünf Aufzügen, o. O. 1806.
- Über dichterische Composition überhaupt, und über lyrische insbesondere; erschienen in: Glaube und Poesie. Zum Frühlinge des Jahres 1806. Eine Sammlung von Dichtungen und Bruchstücken in Prosa, hrsg. von Lucian, Berlin 1806.
- Der Gipfel des Cevennenkrieges. Ein Trauerspiel in fünf Aufzügen, o. O. 1807.
- Wahrheit und Gewißheit. 3 Bde., Frankfurt a. M. 1811–13.
- Versuch einer durch Metaphysik begründeten Physik. Frankfurt a. M. 1813.
- Wahrheit und Gewißheit. Erster Band – Berlin 1811, hrsg. von Christoph Binkelmann, Stuttgart-Bad Cannstatt 2015. ISBN 978-3-7728-2521-7[10]